# 11727 Sweet
11727 Sweet este un asteroid din centura principală de asteroizi.

## Descriere
11727 Sweet este un asteroid din centura principală de asteroizi. A fost descoperit pe 1 mai 1998 la Haleakala în cadrul programului NEAT. Asteroidul prezintă o orbită caracterizată de o semiaxă mare de 2,38 ua, o excentricitate de 0,05 și o înclinație de 1,8° în raport cu ecliptica.